# Olbendorf
Olbendorf (ungarisch Óbér, kroatisch Lovrenac) ist eine Gemeinde mit 1485 Einwohnern (Stand 1. Jänner 2024) im Bezirk Güssing im Burgenland (Österreich).

## Geografie

### Geografische Lage
Die Gemeinde liegt im Südburgenland nordöstlich von Stegersbach an der Verbindungsstraße Stegersbach – Olbendorf – Oberdorf – Unterwart – Oberwart. Die Entfernung nach Stegersbach beträgt zirka sechs Kilometer, nach Oberwart zirka zwölf Kilometer. Man hat bei klaren Tagen Ausblicke bis zur Riegersburg in der Steiermark.

### Gemeindegliederung

Das moderne Logo von Olbendorf, dem „Neunmaldorf“

Olbendorf besteht aus einer einzigen gleichnamigen Katastralgemeinde bzw. Ortschaft. Die neun Ortsteile sind:
- Bergen,
- Dorf,
- Eisenberg,
- Greiner,
- Haxbach,
- Mittermühl,
- Schoada,
- Tulmen und
- Untermühl.

Die Seehöhe der Gemeinde wird amtlich mit 285 m angegeben, was aber nur einen Mittelwert darstellt. Die höchste Stelle liegt im Ortsteil Schoada und erreicht zirka 400 m.
Mit einem Flächenausmaß von 1.737 ha ist die Gemeinde Olbendorf eine der größten Streusiedlungen des Burgenlandes. Häuser sind fast auf das ganze Gemeindegebiet zerstreut. Den Chroniken nach ist das schon von jeher so gewesen.

### Nachbargemeinden
| Litzelsdorf (Bezirk Oberwart) | Oberdorf (Bezirk Oberwart)                  | Mischendorf (Bezirk Oberwart) |
| Ollersdorf                    | Kompassrose, die auf Nachbargemeinden zeigt | Neuberg                       |
| Stegersbach                   | Rauchwart                                   |                               |

## Geschichte
Im ungarischen Staatsarchiv wurde Olbendorf als „Castro Olber“ (Schloss Olber) erstmals 1272 urkundlich erwähnt. 1289 wurde die Burganlage von Herzog Albrecht I. erobert. Somit ergibt sich, dass Olbendorf vor 1289 und nach 1291 bis 1468 den Grafen von Güssing gehörte. 1469 schenkte König Matthias Corvinus „Alber oder Alberdorff“ mit verschiedenen anderen Gemeinden dem Adeligen Andreas Baumkirchner. Von 1538 bis 1566 finden wir „Albyr oder Holbendorf“ im Besitz von Longinus von Pukhamar oder Puchhaim, des Burgherren von Schlaining. Von 1566 bis zum Ende der Grundherrschaft waren die Batthyány die Grundherren von Olbendorf. Infolge des Feldzuges von 1605 brannte der Großteil des Dorfes ab.
Auch die Pestepidemie von 1678/79 verschonte das Dorf nicht. Die Revolutionsjahre 1848/49 gingen auch an Olbendorf nicht spurlos vorüber. Der Zehent wurde abgeschafft und die Grundfreiheit verfügt.
Der Ort gehörte wie das gesamte Burgenland bis 1920/21 zu Ungarn (Deutsch-Westungarn). Seit 1898 musste aufgrund der Magyarisierungspolitik der Regierung in Budapest der ungarische Ortsname Óbér verwendet werden.
Nach Ende des Ersten Weltkriegs wurde nach zähen Verhandlungen Deutsch-Westungarn in den Verträgen von St. Germain und Trianon 1919 Österreich zugesprochen. Der Ort gehört seit 1921 zum neu gegründeten Bundesland Burgenland (siehe auch Geschichte des Burgenlandes).
Beide Weltkriege forderten große Opfer unter der Bevölkerung. Im April 1945 kamen erste sowjetische Soldaten nach Olbendorf, viele Gebäude wurden zerstört bzw. schwer beschädigt. Nach dem Ende des Krieges begann der Wiederaufbau. Wichtige Straßen wurden asphaltiert, die Elektrifizierung wurde bis 1950 für das gesamte Gemeindegebiet angeschlossen. In allen Ortsteilen wurde die Wasserleitung ausgebaut bzw. teilweise neu errichtet.

### Bevölkerungsentwicklung
Im Gegensatz zu vielen anderen burgenländischen Gemeinden wuchs die Einwohnerzahl in den letzten 30 Jahren ständig an. Der hohe Anteil an Zweitwohnsitzen ist durch die große Anzahl von Pendlern bedingt, die zum Großteil in Wien arbeiten, sich aber in ihrer Heimatgemeinde ein Wohnhaus errichten.

## Kultur und Sehenswürdigkeiten

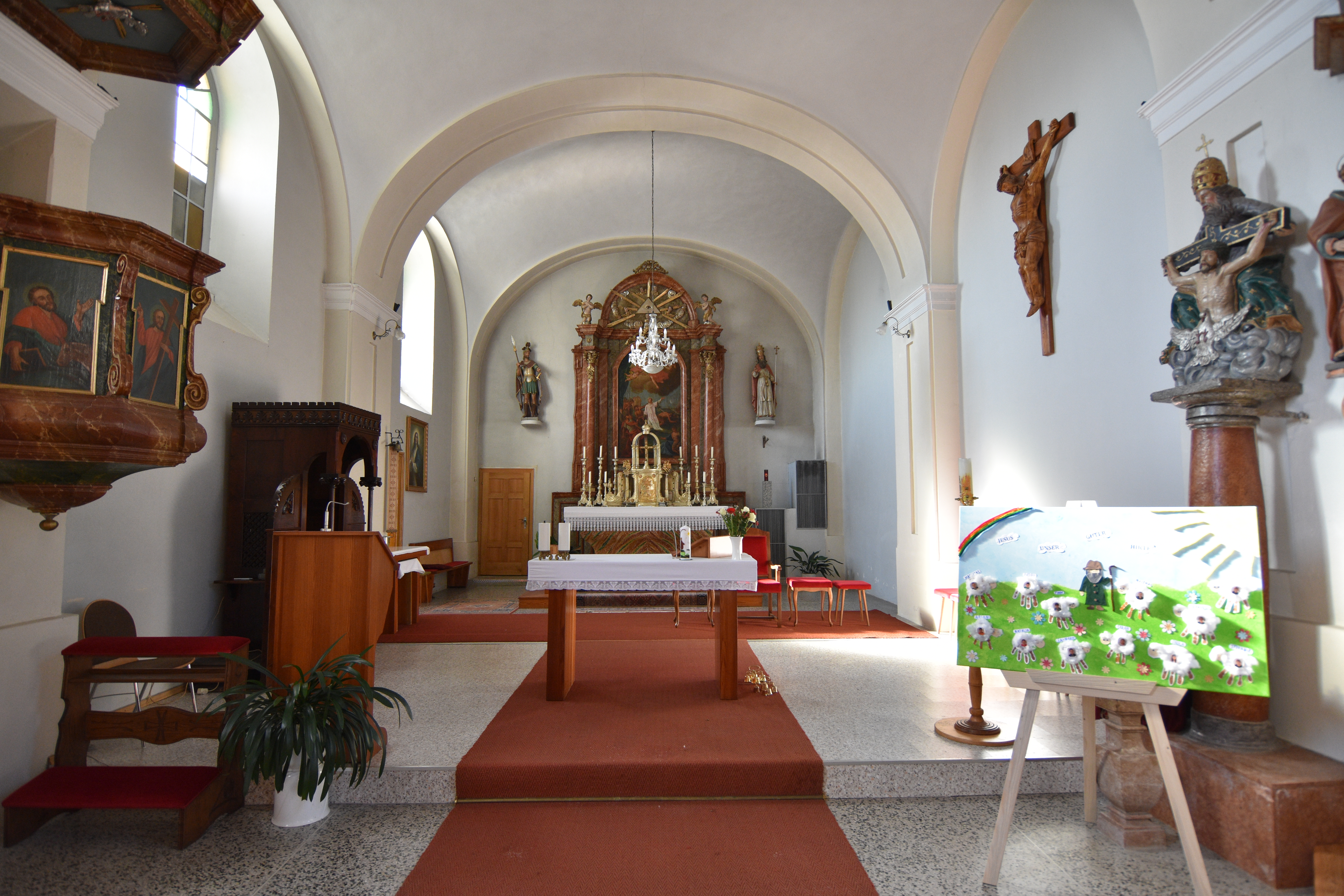
Der Altarraum der Kirche

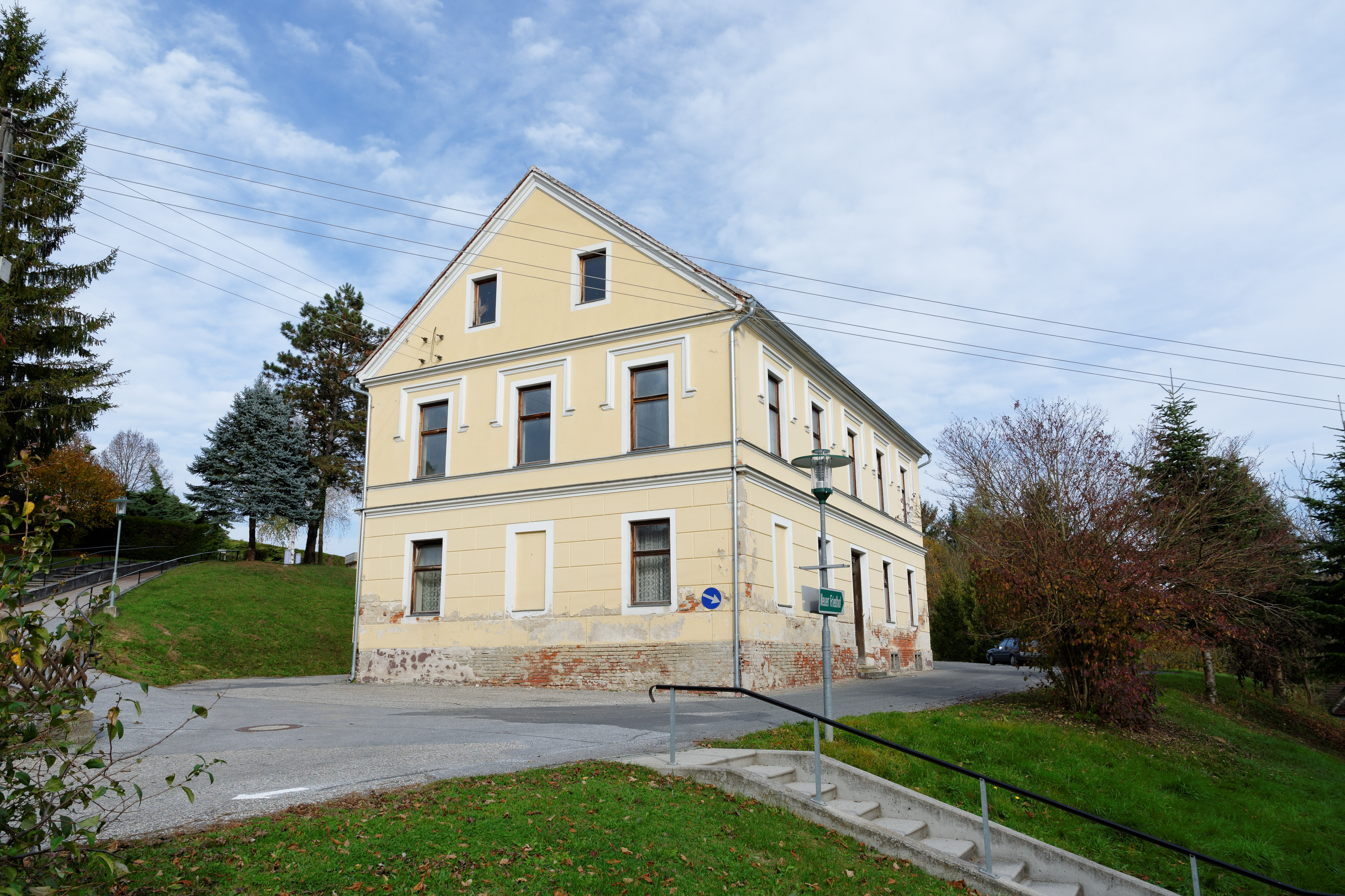
Ehemalige Schule in Olbendorf

- Katholische Pfarrkirche Olbendorf hl. Laurentius

## Wirtschaft und Infrastruktur
Das Straßennetz verfügt über mehr als 100 km befestigte Güterwege, davon rund 50 km asphaltierte Gemeindestraße. In den letzten Jahren konnte das über 22 km lange Kanalnetz bis zur Kläranlage in Glasing bei Güssing fertiggestellt werden. Gemeinde- und Standesamt, Volksschule, Kindergarten  sowie ein ortsansässiger praktischer Arzt bilden eine gute Infrastruktur. 1993 wurde ein großes Bauvorhaben, die Mehrzweckhalle, verwirklicht.
In Zusammenarbeit mit der Freiwilligen Feuerwehr Olbendorf errichtete die Gemeinde ein neues Feuerwehrhaus. Die Fertigstellung erfolgte 1997. Die Volksschule wurde ebenso saniert. Seit dem Frühjahr 2001 gibt es in Olbendorf die Möglichkeit, eine Wohnung der Oberwarter Siedlungsgenossenschaft zu besitzen. Der Wirtschaftshof mit Abfallsammelstelle wurde 2002 eröffnet. Im Jahre 2003 wurde das renovierte Gemeindeamt inkl. Startwohnungen und Shops eröffnet.

## Politik

### Gemeinderat
Der Gemeinderat umfasst aufgrund der Anzahl der Wahlberechtigten insgesamt 19 Mitglieder.
| Partei          | 2022             | 2022             | 2022             | 2017             | 2017             | 2017             | 2012             | 2012             | 2012             | 2007             | 2007             | 2007             | 2002             | 2002             | 2002             | 1997             | 1997             | 1997             |
| Partei          | Sti.             | %                | M.               | Sti.             | %                | M.               | Sti.             | %                | M.               | Sti.             | %                | M.               | Sti.             | %                | M.               | Sti.             | %                | M.               |
| --------------- | ---------------- | ---------------- | ---------------- | ---------------- | ---------------- | ---------------- | ---------------- | ---------------- | ---------------- | ---------------- | ---------------- | ---------------- | ---------------- | ---------------- | ---------------- | ---------------- | ---------------- | ---------------- |
| SPÖ             | 943              | 85,03            | 19               | 855              | 78,73            | 17               | 901              | 80,23            | 18               | 816              | 73,91            | 15               | 789              | 69,58            | 14               | 755              | 68,14            | 13               |
| NEUN            | 139              | 12,53            | 2                | nicht kandidiert | nicht kandidiert | nicht kandidiert | nicht kandidiert | nicht kandidiert | nicht kandidiert | nicht kandidiert | nicht kandidiert | nicht kandidiert | nicht kandidiert | nicht kandidiert | nicht kandidiert | nicht kandidiert | nicht kandidiert | nicht kandidiert |
| ÖVP             | nicht kandidiert | nicht kandidiert | nicht kandidiert | 154              | 14,18            | 3                | 191              | 17,01            | 3                | 205              | 18,57            | 4                | 263              | 23,19            | 4                | 234              | 21,12            | 4                |
| FPÖ             | 27               | 2,43             | 0                | 77               | 7,09             | 1                | 31               | 2,76             | 0                | 44               | 3,99             | 0                | 82               | 7,23             | 1                | 119              | 10,74            | 2                |
| FBL             | nicht kandidiert | nicht kandidiert | nicht kandidiert | nicht kandidiert | nicht kandidiert | nicht kandidiert | nicht kandidiert | nicht kandidiert | nicht kandidiert | 39               | 3,53             | 0                | nicht kandidiert | nicht kandidiert | nicht kandidiert | nicht kandidiert | nicht kandidiert | nicht kandidiert |
| Wahlberechtigte | 1517             | 1517             | 1517             | 1547             | 1547             | 1547             | 1529             | 1529             | 1529             | 1491             | 1491             | 1491             | 1426             | 1426             | 1426             | 1434             | 1434             | 1434             |
| Wahlbeteiligung | 76,80 %          | 76,80 %          | 76,80 %          | 75,95 %          | 75,95 %          | 75,95 %          | 78,55 %          | 78,55 %          | 78,55 %          | 77,06 %          | 77,06 %          | 77,06 %          | 84,04 %          | 84,04 %          | 84,04 %          | 84,38 %          | 84,38 %          | 84,38 %          |

### Gemeindevorstand
Neben Bürgermeister Wolfgang Sodl (SPÖ) und Vizebürgermeister Florian Ohrenhofer (SPÖ) gehören weiters die geschäftsführenden Gemeinderäte Anita Holpfer (SPÖ), Ewald Heschl (SPÖ), Hannes Weber (SPÖ), Kurt Laschalt (SPÖ) und Franz Wappel (ÖVP) dem Gemeindevorstand an.

### Bürgermeister
Bürgermeister ist Wolfgang Sodl (SPÖ). Nachdem Otto Holper (SPÖ), der seit 2002 die Gemeinde leitete, im Juni 2012 ankündigte, für eine weitere Amtsperiode nicht mehr zur Verfügung zu stehen, nominierte die SPÖ-Ortsorganisation Olbendorf Sodl zum Spitzenkandidaten für die Gemeindewahl. Bei der Bürgermeisterdirektwahl am 7. Oktober 2012 setzte sich Sodl mit (84,45 %) gegen Franz Wappel (ÖVP, 13,40 %) und Evelyn Berger (FPÖ, 2,15 %) durch. Bei der Wahl am 1. Oktober 2017 verzichteten ÖVP und FPÖ auf die Nominierung von Mitbewerbern, und Sodl, der seit 2010 auch Abgeordneter zum Burgenländischen Landtag ist, wurde mit 92,62 % als Bürgermeister bestätigt.
Zum Vizebürgermeister wurde vom Gemeinderat Florian Ohrenhofer (SPÖ) gewählt.
Leiterin des Gemeindeamtes ist Elke Lang.

### Liste der Bürgermeister von Olbendorf
- 1984–1996 Karl Konrath (SPÖ)
- 1996–2002 Anton Fetz (SPÖ)
- 2002–2012 Otto Holper (SPÖ)
- seit 2012 Wolfgang Sodl (SPÖ)

## Persönlichkeiten

### Söhne und Töchter der Gemeinde
- Karl Konrath (* 1941), ehemaliger Bürgermeister und Landtagsabgeordneter